# Saut à la perche féminin aux championnats du monde d'athlétisme 2022
Pour des articles plus généraux, voir Championnats du monde d'athlétisme 2022 et saut à la perche aux championnats du monde d'athlétisme.
Navigation
Doha 2019 Budapest 2023
L'épreuve de saut à la perche féminin des championnats du monde de 2022 se déroule les 15 et 17 juillet 2022 au sein du stade Hayward Field à Eugene (Oregon, États-Unis).
La championne olympique américaine à Tokyo, Katie Moon Nageotte, y remporte son premier titre mondial, après avoir été médaillée d'argent au printemps précédent indoor.
Sa compatriote, la double tenante du titre et déjà 2e dès 2016 en salle, Sandi Morris, reste sur le podium, en lui « concédant » cette fois les première place et médaille d'or, tandis qu'une 3e Anglo-saxonne se hisse sur la dernière marche et se saisit ainsi de la médaille de bronze (photo des trois ensemble, ci-contre).

## Résultats

### Qualifications

#### Mimimum de qualification
Il est fixé à 4,70 m, sur une période comprise entre les 27 juin 2021 et 26 juin 2022.

#### En phase finale
4,65 m (Q) ou faire partie des 12 meilleures athlètes quelle que soit la hauteur franchie (q) : accès à la finale (ci-dessous in fine).
| Rang | Groupe | Athlète                | Pays             | 4.20m | 4.35m | 4.50m     | 4.60m | 4.65m | Mark   | Notes |
| ---- | ------ | ---------------------- | ---------------- | ----- | ----- | --------- | ----- | ----- | ------ | ----- |
| 1    | A      | Xu Huiqin              | Chine            | –     | o     | o         |       |       | 4.50 m | q     |
| 1    | A      | Katie Nageotte         | États-Unis       | –     | –     | o         |       |       | 4.50 m | q     |
| 1    | A      | Wilma Murto            | Finlande         | –     | o     | o         |       |       | 4.50 m | q     |
| 1    | B      | Ninon Chapelle         | France           | –     | o     | o         |       |       | 4.50 m | q     |
| 1    | B      | Sandi Morris           | États-Unis       | –     | –     | o         |       |       | 4.50 m | q     |
| 1    | B      | Jacqueline Otchere     | Allemagne        | o     | o     | o         |       |       | 4.50 m | q, SB |
| 1    | B      | Ekateríni Stefanídi    | Grèce            | –     | –     | o         |       |       | 4.50 m | q     |
| 1    | B      | Nina Kennedy           | Australie        | –     | –     | o         |       |       | 4.50 m | q     |
| 9    | A      | Olivia McTaggart       | Nouvelle-Zélande | –     | o     | xo        |       |       | 4.50 m | q     |
| 10   | A      | Margot Chevrier        | France           | –     | o     | xxo       |       |       | 4.50 m | q     |
| 10   | B      | Anicka Newell          | Canada           | o     | o     | xxo       |       |       | 4.50 m | q, SB |
| 12   | A      | Tina Šutej             | Slovénie         | –     | o     | xxx       |       |       | 4.35 m | q     |
| 12   | A      | Li Ling                | Chine            | o     | o     | xxx       |       |       | 4.35 m | q, SB |
| 12   | B      | Gabriela Leon          | États-Unis       | o     | o     | xxx       |       |       | 4.35 m | q     |
| 12   | B      | Angelica Moser         | Suisse           | –     | o     | xxx       |       |       | 4.35 m | q     |
| 16   | A      | Maryna Kylypko         | Ukraine          | o     | xo    | xxx       |       |       | 4.35 m |       |
| 16   | A      | Saga Andersson         | Finlande         | o     | xo    | xxx       |       |       | 4.35 m |       |
| 16   | A      | Alysha Newman          | Canada           | –     | xo    | xxx       |       |       | 4.35 m |       |
| 16   | A      | Elisa Molinarolo       | Italie           | o     | xo    | xxx       |       |       | 4.35 m |       |
| 16   | B      | Roberta Bruni          | Italie           | –     | xo    | xxx       |       |       | 4.35 m |       |
| 16   | B      | Lisa Gunnarsson        | Suède            | o     | xo    | xxx       |       |       | 4.35 m |       |
| 21   | A      | Eleni-Klaoudia Polak   | Grèce            | xo    | xo    | xxx       |       |       | 4.35 m |       |
| 22   | B      | Yana Hladiychuk        | Ukraine          | o     | xxo   | xxx       |       |       | 4.35 m |       |
| 23   | A      | Nikoléta Kiriakopoúlou | Grèce            | xo    | xxo   | xxx       |       |       | 4.35 m |       |
| 24   | B      | Molly Caudery          | Royaume-Uni      | o     | xxx   |           |       |       | 4.20 m |       |
| 25   | A      | Amálie Švábíková       | Tchéquie         | xo    | xxx   |           |       |       | 4.20 m |       |
| 25   | B      | Elina Lampela          | Finlande         | xo    | xxx   |           |       |       | 4.20 m |       |
| 25   | B      | Niu Chunge             | Chine            | xo    | xxx   |           |       |       | 4.20 m |       |
|      | A      | Holly Bradshaw         | Royaume-Uni      | –     | –     | r[Quoi ?] |       |       | NM     |       |
|      | B      | Imogen Ayris           | Nouvelle-Zélande | xxx   |       |           |       |       | NM     |       |

### Finale
| Rang               | Athlète             | Pays             | Essais | Essais | Essais | Essais | Essais | Essais | Essais | Marque | Notes |
| Rang               | Athlète             | Pays             | 4,30m  | 4,45m  | 4,60m  | 4,70m  | 4,80m  | 4,85m  | 4,90m  | Marque | Notes |
| ------------------ | ------------------- | ---------------- | ------ | ------ | ------ | ------ | ------ | ------ | ------ | ------ | ----- |
| Médaille d'or      | Katie Nageotte      | États-Unis       | –      | o      | o      | xo     | xo     | o      | xxx    | 4.85 m | WL    |
| Médaille d'argent  | Sandi Morris        | États-Unis       | –      | o      | o      | o      | o      | xo     | xxx    | 4.85 m | WL    |
| Médaille de bronze | Nina Kennedy        | Australie        | –      | xxo    | o      | o      | o      | xx-    | x      | 4.80 m | SB    |
| 4                  | Tina Šutej          | Slovénie         | o      | o      | xxo    | o      | xxx    |        |        | 4.70 m |       |
| 5                  | Ekateríni Stefanídi | Grèce            | –      | o      | o      | xxo    | x-     | xx     |        | 4.70 m | SB    |
| 6                  | Li Ling             | Chine            | o      | o      | o      | xxx    |        |        |        | 4.60 m | SB    |
| 6                  | Wilma Murto         | Finlande         | o      | o      | o      | xxx    |        |        |        | 4.60 m | SB    |
| 8                  | Angelica Moser      | Suisse           | o      | xxo    | o      | xxx    |        |        |        | 4.60 m |       |
| 9                  | Anicka Newell       | États-Unis       | o      | o      | xxx    |        |        |        |        | 4.45 m |       |
| 10                 | Jacqueline Otchere  | Allemagne        | xo     | o      | xxx    |        |        |        |        | 4.45 m |       |
| 11                 | Ninon Chapelle      | France           | xo     | o      | xxx    |        |        |        |        | 4.45 m |       |
| 12                 | Gabriela Leon       | États-Unis       | o      | xxx    |        |        |        |        |        | 4.30 m |       |
| 13                 | Xu Huiqin           | Chine            | xo     | xxx    |        |        |        |        |        | 4.30 m |       |
|                    | Margot Chevrier     | France           | –      | xxx    |        |        |        |        |        | NM     |       |
|                    | Olivia McTaggart    | Nouvelle-Zélande | xxx    |        |        |        |        |        |        | NM     |       |

### Légende
Records et Performances
- AR : Record continental (area record)
- CR : Record des championnats (championship record)
- MR : Record du meeting (meet record)
- NR : Record national (national record)
- OR : Record olympique (olympic record)
- PR : Record paralympique (paralympic record)
- PB : Record personnel (personal best)
- SB : Meilleure performance personnelle de la saison (season's best)
- WL : Meilleure performance mondiale de l'année (world leader)
- WJR : Record du monde junior (world junior record)
- WR : Record du monde (world record)

Circonstances et Conditions
- DNF : N'a pas terminé (did not finish)
- DNS : N'a pas pris le départ (did not start)
- DQ : Disqualification (disqualification)
- NM : Aucun essai valable enregistré (No Mark)
- Q : Qualifié « directement » au prochain tour (ou à la prochaine compétition), lors d'une compétition majeure, grâce au classement ou à la réalisation des minima (automatic qualifier)
- q : Qualifié au prochain tour (ou à la prochaine compétition), lors d'une compétition majeure, grâce au repêchage ou à la réalisation de l'une des meilleures performances parmi celles des « non qualifiés directement » (grâce au meilleur temps ou à la meilleure distance par exemple) (secondary qualifier)